# Kovács Ferenc (politikus, 1960)
Kovács Ferenc (Pap, 1960. január 11. –) magyar jogász, politikus, sportvezető, 2010-től 2014-ig országgyűlési képviselő, 2010 óta Nyíregyháza polgármestere.

## Élete
Kovács Ferenc 1960-ban született a Szabolcs-Szatmár megyei Papon, szegényparaszti családban. Gimnáziumi tanulmányait a nyíregyházi Széchenyi István Közgazdasági Szakközépiskolában végezte, ahol 1978-ban érettségizett, majd az ELTE Állam- és Jogtudományi Kar hallgatója lett. Egyetemi tanulmányai alatt a Ménesi úti jogász szakkollégiumban lakott. Jogi tanulmányai mellett egy évig szociológiát, két évig történelmet is tanult, végül 1985-ben szerzett jogi diplomát. Letette az ügyvédi-jogtanácsosi szakvizsgát, majd mezőgazdasági és külkereskedelmi szakjogászi oklevelet szerzett.
1997-ben a Záhony és Térsége Fejlesztési Kft. ügyvezető igazgatója lett, majd 2000 és 2002 között a huszonegy céget tömörítő Regionális Fejlesztési Holding elnök-vezérigazgatójaként dolgozott. Eközben Orbán Viktor miniszterelnök személyes megbízottjaként a magyar–ukrán határ menti térség fejlesztési koncepciójának kidolgozását végezte, 2001-ben pedig a tiszai árvizet követően koordinálta a Bereg újjáépítését. 2002 és 2010 között ügyvéd-tanácsadóként különböző Szabolcs-Szatmár-Bereg megyei nagyberuházásoknál dolgozott.
2010 és 2014 között a Fidesz színeiben a Szabolcs-Szatmár-Bereg megye 1. számú választókerület országgyűlési képviselője volt, a parlament munkájában az alkotmányügyi, igazságügyi és ügyrendi bizottság, a nemzeti összetartozás bizottsága és az alkotmány-előkészítő eseti bizottság tagjaként is részt vett. 2010 őszén választották Nyíregyháza Megyei Jogú Város polgármesterévé, majd 2014-ben és 2019-ben is újraválasztották. 2015-ben választották meg a Magyar Röplabda Szövetség elnökévé, amely tisztségéről 2022. augusztus 30-án lemondott.
Nős, három gyermek édesapja.